# Borisz Nyikolajevics Koreckij
Borisz Nyikolajevics Koreckij (oroszul: Борис Николаевич Корецкий, belaruszul: Барыс Мікалаевіч Карэцкі, Barisz Mikalajevics Karecki) (Jama, Ukrán SZSZK, 1961. január 1. –) szovjet színekben olimpiai és világbajnok orosz tőrvívó, aki aktív sportpályafutásának befejezése után Fehéroroszországban lett edző.